# 四叶萝芙木
四叶萝芙木（学名：Rauvolfia tetraphylla）为夹竹桃科萝芙木属的植物，是中国的特有植物。分布于亚洲、南美洲以及中国大陆的广西、云南、广东等地，目前已由人工引种栽培。

## 别名
异叶萝芙木（俗称）